# روشفور (نوشاتيل)
روشفور هي بلدية في كانتون نوشاتيل في سويسرا. ضمت إليها بلدية بروت ـ دوسو في 1 كانون الثاني (يناير) 2016.

## تاريخ
ذكرت روشفور لأول مرة في عام 1184 باسم روبوفورتي. ذكرت باسم روشيفور في 1236.

## البيارق
إن شعار النبالة البلدية هو Quartered Or and Gules وعلى الحدود ثمانية Bezants. 

## الديموغرافية
يبلغ عدد سكان روشفور 1224 بحسب إحصاء 2020.
معظم السكان ( اعتبارًا من 2000 ) يتحدثون الفرنسية (909 أو 87.7٪) كلغة أولى والألمانية هي الثانية (56 أو 5.4٪) والإنجليزية هي الثالثة (14 أو 1.4٪).